# 刘占芳
刘占芳（1963年—），黑龙江哈尔滨人，汉族，中华人民共和国政治人物、第十二届全国人民代表大会重庆地区代表。
毕业于重庆大学固体力学专业。加入中国民主促进会。2013年，担任全国人大代表。2018年1月，当选第十三届全国政协委员。